# 狄奥迪克底
狄奥迪克底（英語：Theodectes），（前380年—前340年）。古希腊法塞利斯的悲剧诗人，演说家。他先后师从柏拉图、伊索克拉底和亚里士多德，成为著名的演说家。他著有悲剧，诗体流传谜语以及散文体修辞作品。他著有50部悲剧，在13次比赛中八次获胜（其中七次在酒神节）。他的剧作包括《吕思克乌斯》、《马乌索卢斯》和《腓罗克拉泰斯》等。在41岁时去世。

## 扩展阅读
- The Drama: Its History, Literature and Influence on Civilization, vol. 1. Alfred Bates. London: Historical Publishing Company, 1906. p. 331-333.
- 1911 Encyclopædia Britannica, article "Theodectes".